# Bizanus caliginosus
Bizanus caliginosus är en skalbaggsart som beskrevs av Louis Albert Péringuey 1902. Bizanus caliginosus ingår i släktet Bizanus och familjen Melolonthidae. Inga underarter finns listade.